# Murilo Ferreira
Julião Murilo Ferreira (San Paolo, 10 marzo 1989) è un giocatore di calcio a 5 brasiliano naturalizzato italiano, campione europeo con la nazionale italiana nel 2014.

## Carriera

### Club

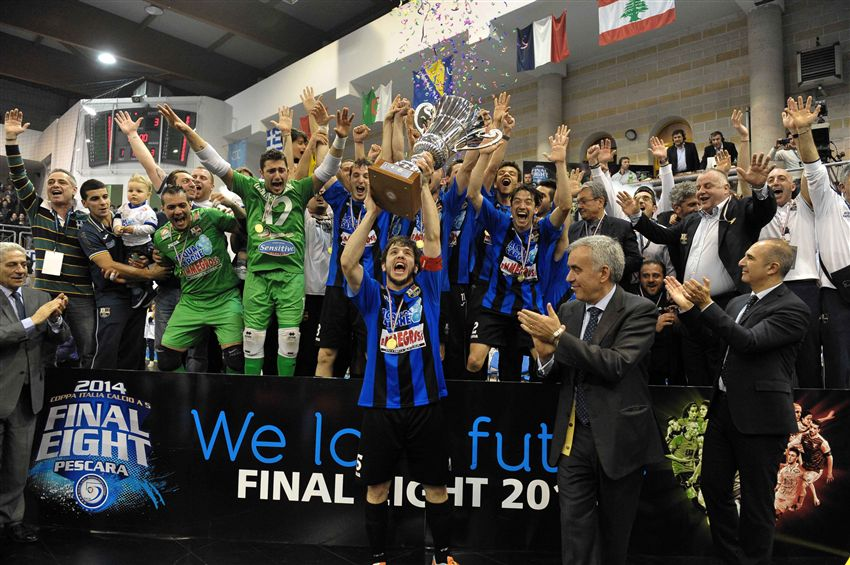
Murilo solleva la Coppa Italia 2014

Portato in Italia appena maggiorenne dall'Acqua e Sapone del presidente Barbarossa, Ferreira esordisce nel campionato di Serie B durante la stagione 2007-08, contribuendo alla vittoria del proprio girone e alla conquista della promozione in serie A2. Inizialmente schierato come ultimo, nel corso delle stagioni è diventato un giocatore completo, capace di interpretare anche i ruoli di centrale e laterale difensivo. Con la formazione angolana vince due anni più tardi il campionato di Serie A2, giungendo ad esordire nella massima serie nel corso della stagione 2010-11.
Nell'estate del 2013 è nominato capitano della formazione abruzzese; nella stessa stagione vince la Coppa Italia.

### Nazionale
In possesso della doppia cittadinanza, Ferreira riceve la sua prima convocazione con la nazionale italiana in occasione delle qualificazioni al campionato europeo 2014 in programma dal 27 al 30 marzo 2013. Rimasto escluso dalla lista definitiva, il centrale difensivo esordirà comunque tre mesi più tardi in occasione dell'amichevole giocata a Pesaro contro il Vietnam e conclusasi sul punteggio di 1-1. Il 27 gennaio 2014 viene incluso dal commissario tecnico Menichelli nella lista dei 14 convocati per il vittorioso campionato europeo, in cui segna anche una rete nella finale vinta per 3-1 contro la Russia.

## Palmarès

### Competizioni nazionali
- Campionato italiano: 1

A&S: 2017-18
- Coppa Italia: 3

A&S: 2013-14, 2017-18, 2018-19
- Supercoppa italiana: 2

A&S: 2014, 2018
- Winter Cup: 1

A&S: 2016-17
- Campionato di serie A2: 1

A&S: 2009-10 (girone B)
- Campionato di serie B: 1

A&S: 2007-08 (girone C)

### Competizioni internazionali
- Campionato d'Europa: 1

Italia: 2014